# Egermannův dům

Štít Egermannova domu se slunečními hodinami a zdobený tympanon

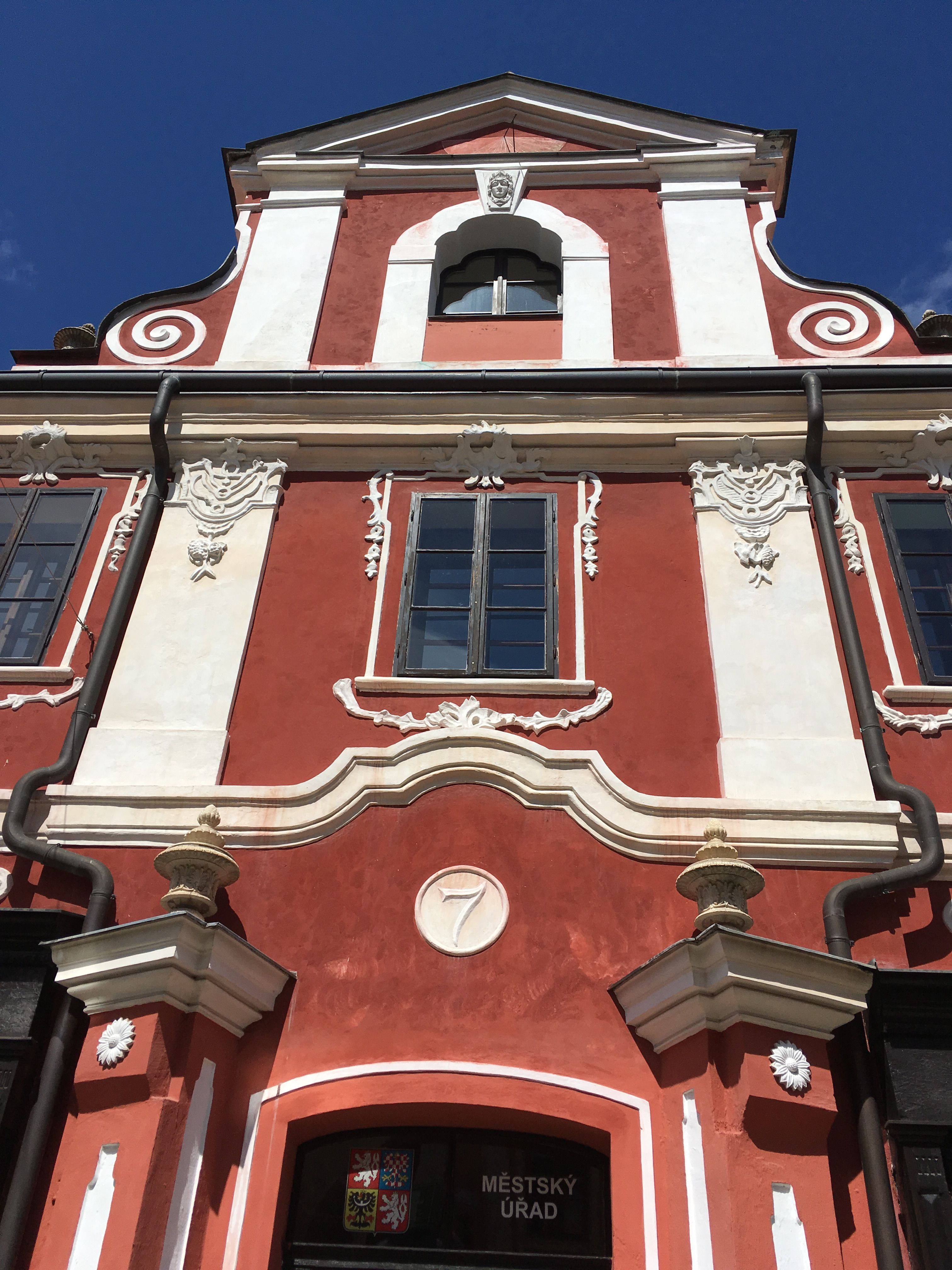
Egermannův dům v Kadani - detail

Egermannův dům dominující někdejší Svaté ulici (dnes J. Švermy) na Starém Městě kadaňském je původně gotický měšťanský dům velmi úzce spjatý s historií města Kadaně od středověku až po současnost. Nyní se v přízemí Egermannova domu nachází turistické informační centrum.

## Historie domu
Egermannův dům nacházející se v historickém centru města Kadaně v ulici Jana Švermy (dříve Svatá) je v jádru gotický měšťanský dům ze 14. století, který byl však renesančně i barokně přestavovaný. Poprvé je zmiňován v městských písemnostech roku 1637, kdy ho zakoupil kadaňský měšťan Hans Höfer, a to i s budovou stodoly na Novém Městě v Kadani, nedaleko od Svaté brány. Během třicetileté války byl dům několikrát poškozen a oprav se dočkal až v letech 1679–1695 kdy jej vlastnil Johann Christoph Patzelt. Dům, podle pozdějšího majitele nazývaný Klierův, byl domem právovárečným, jak vypovídá zpráva z roku 1719, která mimo jiné také zmiňuje, že k domu náležely i další pozemky, pole, vinice a také nově vysazený sad.
Kolem roku 1750 zakoupil dům významný kadaňský obchodník Kajetan Egermann, který nechal provést rozsáhlou rekonstrukci a přestavbu domu v pozdně barokním a rokokovém slohu. Dosud zachována je bohatě zdobená štukovaná fasáda, jejíž osobité provedení zřetelně vykazuje rukopis kadaňského architekta Johanna Christopha Kosche.
Když byl v roce 1760 ustanoven v Chomutově poštovní úřad, byla v Egermannově domě zřízena tzv. sběrna dopisů čili poštovna. Svou kancelář zde měl poštovní posel, jehož úřad podléhal poštovnímu úřadu v Žatci.
Měšťanská rodina Egermannů vlastnila dům až do roku 1873, tedy více než století, pročež je od té doby Kadaňany běžně označován jako Egermannův dům.
Po velkém požáru města v roce 1811 bylo první patro domu nově opatřeno originální empírovou malbou zobrazující romantizující imaginární krajiny a postavy rámované bohatým dekorem.
Štít domu je opatřen trojúhelníkovým tympanonem se třemi antikizujícími ženskými bustami, v horní části fasády je pak vyobrazena další ženská hlava. Tyto detaily jsou zřejmě z přelomu 18. a 19. století a představují přechodný sloh mezi rokokem a klasicismem. Ve štítě jsou též vertikální sluneční hodiny.
Nad hlavním domovním portálem se nachází stylizovaná číslice sedm pocházející pravděpodobně z doby po roce 1811. Jedná se o domovní číslo popisné, které je tak cenným dokladem z rané fáze číslování domů v Kadani. V kompletu fasády velmi výrazné štukatérské provedení napovídá, jak velký význam číslo na fasádě zastávalo. Zadavatel, příslušník měšťanské rodiny Egermannů, si zřejmě uvědomoval i mnohovrstevnatou symboliku čísla sedm od antiky přes nejstarší židovské a křesťanské tradice až po novější pověry.
Roku 1873 koupil tzv. Egermannův dům Anton Schubert, který si zde zřídil obchod s koloniálním zbožím. V roce 1899 nechal také zhotovit dřevěné výkladce, které se dochovaly do současné doby. K výraznějším opravám domu došlo pak ještě během let 1902 a 1915.
Posledním živnostníkem, který v domě provozoval svou živnost, byl švec Materna. Vídeňský Čech a legendární kadaňská postava. Ten po druhé světové válce přesunul svou prosperující obuvnickou továrnu zaměstnávající na padesát ševcovských mistrů z Vídně do Československa s úmyslem pomoci při hospodářské obnově republiky. Když však došlo v únoru 1948 ke komunistickému převratu, přišel Materna o svou živnost bez nároku na důchod. Musel tak až do konce svého života příštipkařit, sedával před Egermannovým domem u verpánku a ve výlohách měl vystavené již opravené boty. Od šedesátých let dům chátral a procházel jen nejnutnějšími opravami. Později byla v domě otevřena rybárna a prodejna rybích výrobků, a to až do počátku 90. let 20. století. V pondělí 12. února 1990 do domu nečekaně zavítal Václav Havel během své kadaňské prezidentské návštěvy. Dům přesto stále chátral, než ho roku 2002 odkoupilo město Kadaň. Po rozsáhlých opravách dnes Egermannův dům slouží jako moderní turistické informační centrum. Jeho prostory využívá také Galerie Karla Havlíčka. Dům je navíc sídlem odboru školství, kultury a sportu Městského úřadu v Kadani.